# Sadiq Khan
Sir Sadiq Aman Khan (Londra, 8 ottobre 1970) è un politico e avvocato britannico, sindaco di Londra dal 9 maggio 2016. Dal 2005 al 2016 è stato Membro della Camera dei Comuni per il collegio di Tooting.
Esponente del partito Laburista, il 6 maggio 2016 ha vinto le elezioni amministrative per diventare sindaco della capitale inglese contro il conservatore Zac Goldsmith. È stato rieletto due volte, prima nel 2021 e successivamente nel 2024. Ideologicamente si colloca nell'ala social-democratica del partito.

## Biografia
Figlio di due immigrati pakistani e quinto di otto figli, Sadiq Khan nasce a Tooting, distretto localizzato a sud della città di Londra. Ha vissuto la sua giovinezza in una casa popolare con tre stanze. Il padre lavorava come autista di autobus, la madre come sarta. Grazie ai risparmi dei genitori e con i soldi guadagnati da alcuni lavori, Khan riuscì a pagarsi la facoltà di giurisprudenza, fino a laurearsi in legge presso la University of North London per poi aprire un suo studio legale.
Dopo essere diventato avvocato difensore dei diritti umani, è entrato alla camera dei Comuni nel 2005, eletto nel collegio di Tooting. Nella sua carriera legale, si è specializzato in azioni contro la polizia, diritto del lavoro ed in materia di discriminazione, recensioni giudiziarie, inchieste e criminalità. Dopo le dimissioni di Gordon Brown come capo del partito Laburista, Khan ha gestito la campagna di Ed Miliband.
Nel mese di ottobre 2010, è stato eletto nel governo ombra ed Ed Milliband lo ha nominato segretario di Stato prospettico per il ministero della Giustizia. Nel 2013 vota a favore del matrimonio egualitario per le coppie dello stesso sesso ricevendo per questo diverse minacce di morte.
L'11 settembre 2015 ha vinto le primarie del partito Laburista nella corsa alla carica di sindaco di Londra. Il 6 maggio 2016 è stato eletto sindaco, il terzo da quando è stato istituito questo ruolo nonché il primo musulmano nella storia della capitale inglese. 
Ricandidatosi alle elezioni del 2021 (inizialmente previste per il 2020 ma posticipate di un anno a causa della pandemia di COVID-19), Khan è stato rieletto per un secondo mandato, superando al ballottaggio il candidato dei Conservatori Shaun Bailey. Verrà poi riconfermato per un terzo mandato il 2 maggio 2024 battendo la candidata conservatrice Susan Hall.

## Vita privata
Nel 1994 si è sposato con Saadiya Ahmed, anch'ella avvocata. Da lei ha avuto due figlie, Anisah e Ammarah, nate rispettivamente nel 1999 e nel 2001. Si dichiara musulmano praticante.